# Бременська міська електричка
Бременська міська електричка, Бремен S-Bahn нім. Regio-S-Bahn Bremen/Niedersachsen  — мережа S-Bahn у Німеччині з центром у Вільному місті Бремен, від Бремергафена на півночі до Твістрінгена на півдні та Бад-Цвішенана та Ольденбурга на заході.
Відкрито з 2010 року. Ця мережа об'єднала існуючий регіональний транспорт у Бремені, а також у навколишніх містах — Бремергафені, Дельменгорсті, Твістрінгені, Норденгамі тощо.

## Лінії
| Лінія | Маршрут                                                                             | Інтервал | Інтервал    | Примітки                                              | Довжина  |
| Лінія | Маршрут                                                                             | Пікові   | Поза пікові | Примітки                                              | Довжина  |
| ----- | ----------------------------------------------------------------------------------- | -------- | ----------- | ----------------------------------------------------- | -------- |
| RS 1  | Бремен-Фарге — Бремен-Фегезак                                                       | 30'      | 30'         | Випробування з 2007; Складова RS 1 з грудня 2011 року | 10,4 км  |
| RS 1  | Бремен-Фегезак–Бремен-Центральний                                                   | 15'      | 30'         | Відкрито у грудні 2011                                | 17,2 км  |
| RS 1  | Бремен-Центральний — Ферден                                                         | 30'      | 60'         | Відкрито у грудні 2011                                | 35,7 км  |
| RS 2  | Бремергафен-Леге — Бремергафен-Центральний (Hbf) — Бремен-Центральний — Твістрінген | 60'      | 60'         | Додаткові поїзди в години пік                         | 107,4 км |
| RS 3  | Бремен-Центральний — Ольденбург-Центральний — Бад-Цвішенан (станція)                | 60'      | 60'         |                                                       | 56 км    |
| RS 4  | Бремен-Центральний — Норденгам                                                      | 60'      | 60'         |                                                       | 71,3 км  |

## Рухомий склад
Парк із 35 потягів Alstom Coradia працює в мережі з грудня 2010 року.

Крім того, в 2019 році було замовлено 16 одиниць Stadler FLIRT, а введення в експлуатацію заплановано на грудень 2022 року